# Asyneuma virgatum
Asyneuma virgatum là loài thực vật có hoa trong họ Hoa chuông. Loài này được (Labill.) Bornm. mô tả khoa học đầu tiên năm 1921.